# Батери
Батери (Batera Kohistani, Baterawal, Baterawal Kohistani, Bateri, Bateri Kohistani) — дардский язык, на котором говорит группа кохистани, проживающая на восточном берегу реки Инд округа Кохистан на крайнем севере Пакистана (некоторые на территории города Батера; севернее города Бешам), а также 200 семей (около 800 человек) в союзной территории Джамму и Кашмир, около города Сринагар, в Индии. Язык батери схож с языками кохистани и шина, но отличается от обоих.